# 마저리 화이트
마저리 화이트(Marjorie White, 1904년 7월 22일 ~ 1935년 8월 21일)는 캐나다의 배우이다.
위니펙에서 태어났으며 할리우드에서 사망하였다. 사인은 교통사고이다.  할리우드 포에버 공동묘지에 매장되었다.

## 영화
- 퍼제스트 (1931년)
- 브로드마인디드 (1931년)
- 오, 포 어 맨 (1930년)
- 뉴 무비톤 폴리스 오브 1930 (1930년)
- 상상해 보라 (1930년)
- 서니 사이드 업 (1929년)
- 해피 데이즈 (1929년)